# Juliette Lazzarotto
Juliette Lazzarotto (* 9. März 1992 in Saint-Claude) ist eine französische Biathletin.
Juliette Lazzarotto studiert an der Universität der Provence Aix-Marseille I. Sie bestritt ihre ersten internationalen Rennen bei den Biathlon-Juniorenweltmeisterschaften 2010 in Torsby. Im Einzel wurde sie in Schweden 48., im Sprint 24., im Verfolgungsrennen Zehnte und mit der Staffel Achte. Bei den Juniorenweltmeisterschaften ein Jahr später in Nové Město na Moravě wurde Lazzarotto 20. des Einzels, 26. im Sprint, 29. im Verfolgungsrennen und 13. im Staffelrennen. Zum Ende der Saison 2010/11 gab sie ihr Debüt im IBU-Cup und wurde bei ihrem ersten Sprint in Annecy 48. Im darauf basierenden Verfolgungsrennen wurde sie als überrundete Läuferin aus dem Rennen genommen. In der folgenden Saison schaffte sie es an der Seite von Laure Bosc, Claire Breton un Anaïs Chevalier in Haute-Maurienne in einem Staffelrennen als Drittplatzierte erstmals auf einen Podiumsplatz.